# Madeleine Martin
Madeleine Elizabeth Martin (15 de abril de 1993, Manhattan, Nova York) é uma atriz norte-americana de dublagem, teatro e televisão conhecida por seu papel como Shelley Godfrey em Hemlock Grove. Ela interpreta a personagem Becca Moody na série Californication.

## Carreira
Aos sete anos de idade, Martin apareceu na Broadway National Tour, The Sound of Music, com Richard Chamberlain. Ela apareceu na Broadway no papel-título de A Day in the Death of Joe Egg aos dez anos; seu aclamado desempenho, lhe deu a oportunidade de ser a apresentadora mais jovem da história do Tony Awards, em 2003. Ela também atuou em The Pillowman ao lado de Jeff Goldblum e Billy Crudup.
Sua primeira aparição na TV foi em 2003, na série Law & Order, onde desempenhou o papel de Annie para dois episódios da série. Ainda em 2003 dublou a personagem principal JoJo no desenho animado da série de TV JoJo's Circus. Ela também fez uma participação regular na série da Disney Out of the Box. Em 2004 Martin interpretou a personagem April na série Law & Order: Special Victims Unit. Em 2005, ela atuou em um episódio da série Hope & Faith como Ivana Charles.
Em 2006, Madeleine atuou no filme A Era do Gelo 2, onde fez as vozes adicionais.
Em 2007, ganhou o papel de Becca Moody, filha adolescente de Hank Moody interpretado por David Duchovny no drama da Showtime Californication.
Em 2010, atuou em Brother's keeper.
Em 2014, atuou na telessérie de mistério Hemlock Grove como Shelley Godfrey.
Madeleine aparece em um anúncio de televisão para o Ford Escape Hybrid, e está aparecendo na Broadway como "Jean Fordham" na  peça August: Osage County.
Madeleine Martin fez performances em várias músicas da série Californication, incluindo "Only Women Bleed" e "Don't Let Us Get Sick".E faz a voz de fionna the human girl na serie adventure time ja apareceu duas vezes na serie com sua voz e ''fionna e cake e 'bad little boy''.

## Filmografia
| Filmes    | Filmes                            | Filmes           | Filmes       |
| Ano       | Título                            | Papel            | Notas        |
| --------- | --------------------------------- | ---------------- | ------------ |
| 2014      | Hemlock Grove                     | Shelley Godfrey  |              |
| 2010      | Brother's Keeper                  |                  |              |
| 2006      | A Era do Gelo 2                   | Vozes adicionais |              |
| Televisão |                                   |                  |              |
| Ano       | Título                            | Papel            | Notas        |
| 2012      | Criminal Minds                    | Lara Heathridge  | 1 episódio   |
| 2011-2007 | Californication (telessérie)      | Becca Moody      | 48 episódios |
| 2008-2003 | Law & Order                       | Annie            | 2 episódios  |
| 2006-2003 | JoJo's Circus                     | JoJo             | 19 episódios |
| 2005      | Hope & Faith                      | Ivana Charles    | 1 episódio   |
| 2004      | Law & Order: Special Victims Unit | April            | 1 episódio   |